# Fentonia ocypete
Fentonia ocypete är en fjärilsart som beskrevs av Bremer 1861. Fentonia ocypete ingår i släktet Fentonia och familjen tandspinnare. Inga underarter finns listade i Catalogue of Life.